# Liste US-amerikanischer Komponisten klassischer Musik
Alphabetische Liste US-amerikanischer Komponisten klassischer Musik.

## A
- John Adams (* 1947)
- John Luther Adams (* 1953)
- Samuel Adler (* 1928)
- Hugh Aitken (1924–2012)
- Howard E. Akers (1913–1984)
- Stephen Albert (1941–1992)
- Pauline Alderman (1893–1983)
- Benjamin Dwight Allen (1831–1914)
- Paul Amrod (* 1951)
- Leroy Anderson (1908–1975)
- George Antheil (1900–1959)
- Mary Jeanne van Appledorn (1927–2014)
- Jon Appleton (1939–2022)
- Dominick Argento (1927–2019)
- Matthew Aucoin (* 1990)

## B
- Milton Babbitt (1916–2011)
- Benjamin Franklin Baker (1811–1889)
- David Baker (1931–2016)
- Leonardo Balada (* 1933)
- Hans Balatka (1825–1899)
- Samuel Barber (1910–1981)
- Warren Barker (1923–2006)
- Samuel Barlow (1892–1982)
- James Barnes (* 1949)
- Marion Bauer (1882–1955)
- Amy Beach (1867–1944)
- John J. Becker (1886–1961)
- Jack Beeson (1921–2010)
- Brian Belet (* 1955)
- Robert Russell Bennett (1894–1981)
- Warren Benson (1924–2005)
- Arthur Victor Berger (1912–2003)
- Jean Berger (1909–2002)
- William Bergsma (1921–1994)
- David Berlin (* 1943)
- Elmer Bernstein (1922–2004)
- Leonard Bernstein (1918–1990)
- Joseph Bertolozzi (* 1959)
- Jerry H. Bilik (* 1933)
- William Billings (1746–1800)
- Abraham Binder (1895–1966)
- Harold Alfred Blanchard (1930–2010)
- Marc Blitzstein (1905–1964)
- Ernest Bloch (1880–1959)
- Otis Bardwell Boise (1844–1912)
- William Bolcom (* 1938)
- William Batchelder Bradbury (1816–1868)
- Henry Brant (1913–2008)
- George Frederick Bristow (1825–1898)
- Radie Britain (1899–1994)
- Chris Brown (* 1953)
- Earle Brown (1926–2002)
- Zack Browning (* 1953)
- Chris Brubeck (* 1952)
- Howard Brubeck (1916–1993)
- Frederick Field Bullard (1864–1904)
- Carl Busch (1862–1943)

## C
- Curt Cacioppo (* 1951)
- John Cage (1912–1992)
- Lucien Cailliet (1891–1985)
- Mary Elizabeth Caldwell (1909–2003)
- Thomas Canning (1911–1989)
- Christian Carey (* 1973)
- John Alden Carpenter (1876–1951)
- Elliott Carter (1908–2012)
- Norman Cazden (1914–1980)
- Joseph Celli (* 1944)
- George Chadwick (1854–1931)
- John Barnes Chance (1932–1972)
- Loris Chobanian (1933–2023)
- Wen-chung Chou (1923–2019)
- Louis Adolphe Coerne (1870–1922)
- James Cohn (1928–2021)
- Rosetter Gleason Cole (1866–1952)
- Michael Colgrass (1932–2019)
- Nicolas Collins (* 1954)
- Dinos Constantinides (1929–2021)
- Frederick Shepherd Converse (1871–1940)
- Will Marion Cook (1869–1944)
- Aaron Copland (1900–1990)
- Sidney Corbett (* 1960)
- John Corigliano (* 1938)
- John Henry Cornell (1828–1894)
- Henry Cowell (1897–1965)
- Ruth Crawford Seeger (1901–1953)
- Paul Creston (1906–1985)
- George Crumb (1929–2022)
- James Curnow (* 1943)
- Alvin Curran (* 1938)

## D
- Noel DaCosta (1929–2002)
- Ingolf Dahl (1912–1970)
- Douglas DaSilva (* 1965)
- Anne Deane Berman (* 1963)
- Brad Decker
- James Monroe Deems (1818–1901)
- Elliot Del Borgo (1938–2013)
- David Del Tredici (1937–2023)
- Norman Dello Joio (1913–2008)
- David Diamond (1915–2005)
- Nick Didkovsky (* 1958)
- Emma Lou Diemer (1927–2024)
- John Diercks (1927–2020)
- Lucia Dlugoszewski (1931–2000)
- Charles Dodge (* 1942)
- Daniel Dorff (* 1956)
- David Dramm (* 1961)
- Paul Dresher (* 1951)
- Jacob Druckman (1928–1996)
- Dean Drummond (1949–2013)
- Vernon Duke/Vladimir Dukelsky (1903–1969)

## E
- John Eaton (1935–2015)
- John Edmondson (1933–2016)
- Nathan Edwards
- Adrienne Elisha (1958–2017)
- Herbert Elwell (1898–1974)
- Stephen Albert Emery (1841–1891)
- Donald Erb (1927–2008)
- Robert Erickson (1917–1997)

## F
- Harold Farberman (1929–2018)
- Arthur Farwell (1872–1952)
- Mark Fax (1911–1974)
- David Felder (* 1953)
- Morton Feldman (1926–1987)
- Henry Fillmore (1881–1956)
- Irving Fine (1914–1962)
- Ross Lee Finney (1906–1997)
- Dante Fiorillo (1905–1995)
- Robert Fleisher (* 1953)
- Lukas Foss (1922–2009)
- Frederick Fox (1931–2011)
- Peter Racine Fricker (1920–1990)

## G
- David J. Gardner
- Samuel Gardner (1891–1984)
- Mary Elaine Gentemann (1909–2008)
- George Gershwin (1898–1937)
- Vittorio Giannini (1903–1966)
- William Wallace Gilchrist senior (1846–1916)
- David Gillingham (* 1947)
- Don Gillis (1912–1978)
- Philip Glass (* 1937)
- Monroe Golden
- Edwin Franko Goldman (1878–1956)
- Rubin Goldmark (1872–1936)
- Malcolm Goldstein (* 1936)
- Geoffrey Gordon
- Louis Moreau Gottschalk (1829–1869)
- Morton Gould (1913–1996)
- Melissa Grey
- Charles Griffes (1884–1920)
- Jennifer Griffith
- Louis Gruenberg (1884–1964)
- David Gunn

## H
- Adolphus Hailstork (* 1941)
- Robert Browne Hall (1858–1907)
- Howard Hanson (1896–1981)
- John Harbison (* 1938)
- Roy Harris (1898–1979)
- Lou Harrison (1917–2003)
- Walter S. Hartley (1927–2016)
- Herbert Haufrecht (1909–1998)
- Silvio Hein (1879–1928)
- Bernard Herrmann (1911–1975)
- Edward Burlingame Hill (1872–1960)
- Lejaren Hiller (1924–1994)
- Michael Hoffman (* 1955)
- Bill Holcombe (1924–2010)
- David R. Holsinger (* 1945)
- Alan Hovhaness (1911–2000)
- Karel Husa (1921–2016)
- Henry Holden Huss (1862–1953)
- Jere Hutcheson (* 1938)
- Lee Hyla (1952–2014)
- Winifred Hyson (1925–2019)

## I
- Anthony Iannaccone (* 1943)
- Charles Ives (1874–1954)

## J
- Frederick Jacobi (1891–1952)
- Robert Jager (* 1939)
- Arthur Jarvinen (1956–2010)
- Eva Jessye (1895–1992)
- William Joel
- Ben Johnston (1926–2019)
- Tom Johnson (1939–2024)
- Charles Jones (1910–1997)
- Samuel Jones (* 1935)
- Scott Joplin (1868–1917)
- Bradley Joseph (* 1965)

## K
- Ulysses Kay (1917–1995)
- Homer Keller (1915–1996)
- Gregory Kerkorian (* 1942)
- Aaron Jay Kernis (* 1960)
- Thomas H. Kerr junior (1915–1988)
- Earl Kim (1920–1998)
- Leon Kirchner (1919–2009)
- Sarah Kirkland Snider (* 1973)
- Amy Knoles (* 1959)
- Karl Kohn (1926–2024)
- Steve Kornicki (* 1968)
- Ernst Krenek (1900–1991)

## L
- Anne La Berge (* 1955)
- Richard Lainhart (1953–2011)
- Benjamin Johnson Lang (1837–1909)
- Margaret Ruthven Lang (1867–1972)
- Paul Henry Lang (1901–1991)
- Wesley La Violette (1894–1978)
- Ethel Leginska (1886–1970)
- Jonathan Leshnoff (* 1973)
- Marvin David Levy (1932–2015)
- Julian Livingston (* 19??)
- Annea Lockwood (* 1939)
- Normand Lockwood (1906–2002)
- Hannibal Lokumbe (* 1948)
- Nikolai Lopatnikoff (1903–1976)
- Norman Lowrey (* 1944)
- Alvin Lucier (1931–2021)
- Otto Luening (1900–1996)

## M
- Drake Mabry (* 1950)
- David Macdonald
- Edward MacDowell (1860–1908)
- Donald Martino (1931–2005)
- Salvatore Martirano (1927–1995)
- David Maslanka (1943–2017)
- Daniel Gregory Mason (1873–1953)
- Lowell Mason (1792–1872)
- William Mason (1829–1908)
- Missy Mazzoli (* 1980)
- William Francis McBeth (1933–2012)
- Mike McFerron (* 1970)
- James L. McHard
- Leslie de Melcher
- Peter Mennin (1923–1983)
- Louis Mennini (1920–2000)
- Gian Carlo Menotti (1911–2007)
- Wilhelm Middelschulte (1863–1943)
- Polly Moller
- Moondog (1916–1999)
- Douglas Moore (1893–1969)
- Mary Carr Moore (1873–1957)
- Jerome Moross (1913–1983)

## N
- Nicolas Nabokov (1903–1978)
- William Neal
- Václav Nelhýbel (1919–1996)
- Ron Nelson (1929–2023)
- Dika Newlin (1923–2006)
- Phill Niblock (1933–2024)
- Roger Nixon (1921–2009)
- David Noon (* 1946)

## O
- Pauline Oliveros (1932–2016)
- Leo Ornstein (1892–2002)
- Eric Osterling (1926–2005)

## P
- John Knowles Paine (1839–1906)
- Horatio Parker (1863–1919)
- James Cutler Dunn Parker (1828–1916)
- Harry Partch (1901–1974)
- Joseph Pehrson (1950–2020)
- Coleridge-Taylor Perkinson (1932–2004)
- George Perle (1915–2009)
- Vincent Persichetti (1915–1987)
- S. J. Pettersson
- Burrill Phillips (1907–1988)
- Daniel Pinkham (1923–2006)
- Paul Amadeus Pisk (1893–1990)
- Walter Piston (1894–1976)
- James D. Ployhar (1926–2007)
- Cole Porter (1891–1964)
- Quincy Porter (1897–1966)
- Mel Powell (1923–1998)
- Morgan Powell (* 1938)
- Florence Price (1887–1953)
- Jim Pugliese (* 1952)

## Q
- James Joseph Quinn (* 1936)

## R
- Bernard Rands (* 1934)
- Michael Ranta (* 1942)
- Naren Rauch
- Robert Ray (1946–2022)
- Gardner Read (1913–2005)
- Alfred Reed (1921–2005)
- H. (Herbert) Owen Reed (1910–2014)
- Steve Reich (* 1936)
- Anthony Reimer
- Roger Reynolds (* 1934)
- Wallingford Riegger (1885–1961)
- Terry Riley (* 1935)
- Leroy Robertson (1896–1971)
- George Rochberg (1918–2005)
- Richard Rodgers (1902–1979)
- Bernard Rogers (1893–1968)
- Sigmund Romberg (1887–1951)
- Zygmund Przemyslaw Rondomanski (1908–2000)
- Ned Rorem (1923–2022)
- David Rosenboom (* 1947)
- Miklós Rózsa (1907–1995)
- Carl Ruggles (1876–1971)
- Frederic Rzewski (1938–2021)

## S
- Eric Salzman (1933–2017)
- David P. Sartor (* 1956)
- Margaret Schedel (* 1974)
- Peter Schickele (1935–2024)
- Philip Schuessler (* 1976)
- Gunther Schuller (1925–2015)
- William Schuman (1910–1992)
- Joseph Schwantner (* 1943)
- Francis Schwartz (* 1940)
- John Serry, Jr. (* 1954)
- John Serry, Sr. (1915–2003)
- Roger Sessions (1896–1985)
- Harold Shapero (1920–2013)
- Elliott Sharp (* 1951)
- Sinyan Shen (1949–2016)
- Arthur Shepherd (1880–1958)
- Gordon Sherwood (1929–2013)
- Nathaniel Shilkret (1889–1982)
- Alan Shulman (1915–2002)
- Elie Siegmeister (1909–1991)
- Nicolas Slonimsky (1894–1995)
- Claude T. Smith (1932–1987)
- Dwayne Smith
- Stephen Sondheim (1930–2021)
- John Philip Sousa (1854–1932)
- Albert Spalding (1888–1953)
- Mira J. Spektor (1928–2021)
- Lewis Spratlan (1940–2023)
- Heiner Stadler (1942–2018)
- Max Steiner (1888–1971)
- Greg Steinke (* 1942)
- Morton Stevens (1929–1991)
- William Grant Still (1895–1978)
- Albert Stoessel (1894–1943)
- Carl Stone (* 1953)
- Gordon Stout (* 1952)
- Scott Stroman (* 1958)
- Morton Subotnick (* 1933)

## T
- Ivan Tcherepnin (1943–1998)
- Christopher Teichler (* 1977)
- Richard Teitelbaum (1939–2020)
- James Tenney (1934–2006)
- Warren Thew (1927–1984)
- Les Thimmig (1943–2024)
- Augusta Read Thomas (* 1964)
- Randall Thompson (1899–1984)
- Walter Thompson (* 1952)
- Virgil Thomson (1896–1989)
- Fisher Tull (1934–1994)
- Bertram Turetzky (* 1933)
- Gene Tyranny (1945–2020)

## U
- David A. Uber (1921–2007)
- Ludmila Ulehla (1923–2009)
- Vladimir Ussachevski (1911–1990)

## V
- Roland Vazquez (* 1951)
- Nils Vigeland (* 1950)
- Carl Paul Vollrath (* 1931)

## W
- Bernard Wagenaar (1894–1971)
- Greg Ward (* 1982)
- Robert Ward (1917–2013)
- Robert Washburn (1928–2013)
- Franz Waxman (1906–1967)
- Kurt Weill (1900–1950)
- Floyd Werle (1929–2010)
- Paul W. Whear (1925–2021)
- Eric Whitacre (* 1970)
- George Elbridge Whiting (1840–1923)
- David Whitwell (* 1937)
- Clifton Williams (1923–1976)
- John Williams (* 1932)
- Dana Wilson (* 1946)
- Christian Wolff (* 1934)
- Charles Wuorinen (1938–2020)
- Yehudi Wyner (* 1929)

## Y
- Paul Yoder (1908–1990)
- La Monte Young (* 1935)
- Webster A. Young

## Z
- Pamela Z (* 1956)
- Luigi Zaninelli (* 1932)
- Frank Zappa (1940–1993)
- John Zdechlik (1937–2020)
- Efrem Zimbalist (1889–1985)